# Лонда
Лонда (итал. Londa) — коммуна в Италии, располагается в регионе Тоскана, в провинции Флоренция.
Население составляет 1840 человек (2008 г.), плотность населения составляет 31 чел./км². Занимает площадь 59 км². Почтовый индекс — 50060. Телефонный код — 055.
Покровителем населённого пункта считается святой Immacolata Concezione.

## Демография
Динамика населения:

## Администрация коммуны
- Официальный сайт: http://www.comune.londa.fi.it/